# Université du Wyoming
L'université du Wyoming, qui se trouve à Laramie (Wyoming), aux États-Unis, fut fondée en septembre 1886. C'est la seule université dans le Wyoming qui offre les diplômes de baccalauréat et de doctorat (PhD). L'université offre également des formations à travers tout le Wyoming. En 2002, l'université avait 12 766 étudiants à travers l'État.

## Facultés et Écoles
L'Université du Wyoming possèdent plusieurs facultés dans divers domaines, allant aussi bien dans les arts que les sciences.
Ces facultés incluent celle de l'agriculture et les ressources naturelles, la faculté des arts et des sciences, du commerce, des sciences de l'éducation, des sciences appliquées, des sciences de la santé (pour la formation de médecins, infirmiers, pharmaciens, travailleurs sociaux...), la faculté The Helga Otto Haub School of Environment and Natural Resources, la faculté de droit et une Outreach School , dont l'objectif est de relié activement le monde au Wyoming aux travers des sciences, des arts et de la communication.
L'université comporte aussi l'institut appelée Enhanced Oil Recovery Institute and School of Energy Resources, elle-même comprend l’École des Ressources Énergétiques.   

## Astronomie
L'université du Wyoming possède l'un des télescopes d'astronomie les plus grands du monde, construit dans les années 1970.

## Sports
La mascotte de cette université est un cow-boy qui se nomme Pistol Pete. 
Les équipes sportives de l'université s'appellent respectivement les Cowboys et Cowgirls du Wyomings. 
Les athlètes féminines jouent au basketball, cross-country, golf, football, tennis, athlétisme d'intérieur et en extérieur, volleyball,  natation et plongée sous-marine.
Les athlètes masculins jouent au football américain, basketball, cross country, golf, natation, plongée sous-marine, lutte, athlétisme en intérieur et en extérieur.

### Les "Black 14"
En 1969, l'équipe de football américain de l'université planifiait de porter un bandeau noir dans un match contre les Cougars de l'Université Brigham-Young; pour montrer leur soutien contre le racisme. Cependant, quand les joueurs voulurent demander l'autorisation pour cette modification de leur uniforme auprès de leur coach Lloyd Eaton, celui renvoya de manière définitive de l'équipe les quatorze joueurs.
Cette décision eut un effet sur les performances des Cowboys. L'équipe de football américain, qui était en haut du classement, perdit 26 des 38 match entre 1969 et 1972.
Le 13 septembre 2019, les Black 14 et leurs familles se rendent sur le campus pour recevoir les excuses officielles de l'université.

## Statistiques et classements
Le journal Forbes classe l'université en 368 place pour les meilleures université de 2021. Elle arrive 172e dans la catégorie des universités publiques, 211e dans les universités de recherche et 79 des établissements de l'Ouest.
Forbes publie par ailleurs, la même année, une série de statistiques. Selon le journal, 48% des étudiants inscrits étaient masculins tandis que 52% des étudiants étaient féminins. 
81% des inscrits étaient des étudiants à pleins, pour 19% à mi-temps. 
46% des étudiants viennent du Wyoming alors que 51% proviennent des autres régions des États-Unis, et 1% étaient des étudiants internationaux. 
72% des étudiants inscrits étaient blancs, 5.8% sont hispaniques, 1.2% sont asiatiques, 1.1% sont noirs et 0.6% sont des natifs américains.

## Personnalités liées à l'université
L'université à formé un certain nombre de personnalités publiques, comme l'ancien vice-président des États-Unis Dick Cheney, Cynthia Lummis, Samuel C. Phillips ou encore la major générale à la retraite Susan Pamerleau. Plus récemment, des élèves comme le tiktokeur Dylan Hollis s'illustrent dans les domaines culturels.